# Europese kampioenschappen beachvolleybal 2014 (mannen)
Het mannentoernooi van de Europese kampioenschappen beachvolleybal 2014 in Cagliari vond plaats van 3 tot en met 8 juni. De Italianen Paolo Nicolai en Daniele Lupo wonnen in eigen land de titel door het Letse tweetal Aleksandrs Samoilovs en Jānis Šmēdiņš in de finale in drie sets te verslaan. De wedstrijd om het brons werd gewonnen door het Oostenrijkse duo Clemens Doppler en Alexander Horst dat in drie sets te sterk was voor de regerend kampioenen Pablo Herrera en Adrián Gavira uit Spanje.

## Groepsfase
|  | Direct naar laatste 16 |
|  | Naar tussenronde       |

### Groep A
| # | Ploeg               | Punten | Wedstrijden | Wedstrijden | Spelpunten | Spelpunten | Spelpunten | Sets | Sets | Sets  |
| # | Ploeg               | Punten | W           | V           | W          | V          | Ratio      | W    | V    | Ratio |
| - | ------------------- | ------ | ----------- | ----------- | ---------- | ---------- | ---------- | ---- | ---- | ----- |
| 1 | Samoilovs / Šmēdiņš | 6      | 3           | 0           | 151        | 114        | 1,325      | 6    | 2    | 3,000 |
| 2 | Fuchs / Flüggen     | 5      | 2           | 1           | 128        | 119        | 1,076      | 5    | 2    | 2,500 |
| 3 | Cecchini / Martino  | 4      | 1           | 2           | 96         | 111        | 0,865      | 2    | 4    | 0,500 |
| 4 | Kufa / Hadrava      | 3      | 0           | 3           | 107        | 138        | 0,775      | 1    | 6    | 0,167 |

| Datum  |                     | Score |                    | Set 1   | Set 2   | Set 3   |
| ------ | ------------------- | ----- | ------------------ | ------- | ------- | ------- |
| 3 juni | Samoilovs / Šmēdiņš | 2 – 0 | Cecchini / Martino | 21 – 13 | 21 – 15 |         |
| 3 juni | Fuchs / Flüggen     | 2 – 0 | Kufa / Hadrava     | 21 – 19 | 21 – 19 |         |
| 4 juni | Samoilovs / Šmēdiņš | 2 – 1 | Kufa / Hadrava     | 21 – 11 | 18 – 21 | 15 – 10 |
| 4 juni | Fuchs / Flüggen     | 2 – 0 | Cecchini / Martino | 21 – 10 | 21 – 16 |         |
| 5 juni | Samoilovs / Šmēdiņš | 2 – 1 | Fuchs / Flüggen    | 19 – 21 | 21 – 18 | 15 – 5  |
| 5 juni | Kufa / Hadrava      | 0 – 2 | Cecchini / Martino | 15 – 21 | 12 – 21 |         |

### Groep B
| # | Ploeg              | Punten | Wedstrijden | Wedstrijden | Spelpunten | Spelpunten | Spelpunten | Sets | Sets | Sets  |
| # | Ploeg              | Punten | W           | V           | W          | V          | Ratio      | W    | V    | Ratio |
| - | ------------------ | ------ | ----------- | ----------- | ---------- | ---------- | ---------- | ---- | ---- | ----- |
| 1 | Brouwer / Meeuwsen | 6      | 3           | 0           | 135        | 113        | 1,195      | 6    | 1    | 6,000 |
| 2 | Pļaviņš / Solovejs | 5      | 2           | 1           | 90         | 87         | 1,034      | 5    | 2    | 2,500 |
| 3 | Horrem / Eithun    | 4      | 1           | 2           | 129        | 133        | 0,970      | 2    | 5    | 0,400 |
| 4 | Hordvik / Kvamsdal | 3      | 0           | 3           | 76         | 139        | 0,547      | 1    | 6    | 0,167 |

| Datum  |                    | Score |                    | Set 1   | Set 2   | Set 3   |
| ------ | ------------------ | ----- | ------------------ | ------- | ------- | ------- |
| 3 juni | Brouwer / Meeuwsen | 2 – 1 | Pļaviņš / Solovejs | 21 – 15 | 15 – 21 | 15 – 12 |
| 3 juni | Horrem / Eithun    | 2 – 1 | Hordvik/Kvamsdal   | 18 – 21 | 21 – 14 | 16 – 14 |
| 4 juni | Brouwer / Meeuwsen | 2 – 0 | Hordvik/Kvamsdal   | 21 – 10 | 21 – 17 |         |
| 4 juni | Pļaviņš / Solovejs | 2 – 0 | Horrem / Eithun    | 21 – 18 | 21 – 18 |         |
| 5 juni | Brouwer / Meeuwsen | 2 – 0 | Horrem / Eithun    | 21 – 19 | 21 – 19 |         |
| 5 juni | Pļaviņš / Solovejs | 2 – 0 | Hordvik/Kvamsdal   | –       | –       |         |

### Groep C
| # | Ploeg                | Punten | Wedstrijden | Wedstrijden | Spelpunten | Spelpunten | Spelpunten | Sets | Sets | Sets  |
| # | Ploeg                | Punten | W           | V           | W          | V          | Ratio      | W    | V    | Ratio |
| - | -------------------- | ------ | ----------- | ----------- | ---------- | ---------- | ---------- | ---- | ---- | ----- |
| 1 | Nicolai / Lupo       | 6      | 3           | 0           | 144        | 114        | 1,263      | 6    | 1    | 6,000 |
| 2 | Dittelbach / Koreng  | 5      | 2           | 1           | 140        | 126        | 1,111      | 4    | 3    | 1,333 |
| 3 | Huber / Seidl        | 4      | 1           | 2           | 142        | 159        | 0,893      | 4    | 5    | 0,800 |
| 4 | Gontsjarov / Bykanov | 3      | 0           | 3           | 109        | 136        | 0,801      | 1    | 6    | 0,167 |

| Datum  |                     | Score |                      | Set 1   | Set 2   | Set 3   |
| ------ | ------------------- | ----- | -------------------- | ------- | ------- | ------- |
| 3 juni | Nicolai / Lupo      | 2 – 0 | Gontsjarov / Bykanov | 21 – 13 | 21 – 13 |         |
| 3 juni | Huber / Seidl       | 1 – 2 | Dittelbach / Koreng  | 21 – 19 | 14 – 21 | 10 – 15 |
| 4 juni | Nicolai / Lupo      | 2 – 0 | Dittelbach / Koreng  | 25 – 23 | 22 – 20 |         |
| 4 juni | Huber / Seidl       | 2 – 1 | Gontsjarov / Bykanov | 21 – 18 | 16 – 21 | 15 – 10 |
| 5 juni | Nicolai / Lupo      | 2 – 1 | Huber / Seidl        | 21 – 12 | 19 – 21 | 15 – 12 |
| 5 juni | Dittelbach / Koreng | 2 – 0 | Gontsjarov / Bykanov | 21 – 18 | 21 – 16 |         |

### Groep D
| # | Ploeg                    | Punten | Wedstrijden | Wedstrijden | Spelpunten | Spelpunten | Spelpunten | Sets | Sets | Sets  |
| # | Ploeg                    | Punten | W           | V           | W          | V          | Ratio      | W    | V    | Ratio |
| - | ------------------------ | ------ | ----------- | ----------- | ---------- | ---------- | ---------- | ---- | ---- | ----- |
| 1 | Herrera / Gavira         | 6      | 3           | 0           | 143        | 111        | 1,288      | 6    | 1    | 6,000 |
| 2 | Walkenhorst / Windscheif | 5      | 2           | 1           | 138        | 102        | 1,353      | 5    | 2    | 2,500 |
| 3 | Marco / García           | 4      | 1           | 2           | 88         | 119        | 0,739      | 2    | 4    | 0,500 |
| 4 | Šmēdiņš / Pēda           | 3      | 0           | 3           | 90         | 127        | 0,709      | 0    | 6    | 0,000 |

| Datum  |                          | Score |                          | Set 1   | Set 2   | Set 3   |
| ------ | ------------------------ | ----- | ------------------------ | ------- | ------- | ------- |
| 3 juni | Herrera / Gavira         | 2 – 0 | Marco / García           | 21 – 14 | 21 – 9  |         |
| 3 juni | Walkenhorst / Windscheif | 2 – 0 | Šmēdiņš / Pēda           | 21 – 11 | 21 – 10 |         |
| 4 juni | Herrera / Gavira         | 2 – 0 | Šmēdiņš / Pēda           | 21 – 16 | 21 – 18 |         |
| 4 juni | Walkenhorst / Windscheif | 2 – 0 | Marco / García           | 21 – 15 | 21 – 7  |         |
| 5 juni | Herrera / Gavira         | 2 – 1 | Walkenhorst / Windscheif | 21 – 17 | 23 – 25 | 15 – 12 |
| 5 juni | Marco / García           | 2 – 0 | Šmēdiņš / Pēda           | 21 – 15 | 22 – 20 |         |

### Groep E
| # | Ploeg                 | Punten | Wedstrijden | Wedstrijden | Spelpunten | Spelpunten | Spelpunten | Sets | Sets | Sets  |
| # | Ploeg                 | Punten | W           | V           | W          | V          | Ratio      | W    | V    | Ratio |
| - | --------------------- | ------ | ----------- | ----------- | ---------- | ---------- | ---------- | ---- | ---- | ----- |
| 1 | Erdmann / Matysik     | 6      | 3           | 0           | 143        | 120        | 1,192      | 6    | 1    | 6,000 |
| 2 | Gabathuler / Gerson   | 5      | 2           | 1           | 133        | 123        | 1,081      | 5    | 2    | 2,500 |
| 3 | Müllner / Wutzl       | 4      | 1           | 2           | 68         | 88         | 0,773      | 2    | 4    | 0,500 |
| 4 | Böckermann / Urbatzka | 3      | 0           | 3           | 73         | 128        | 0,570      | 0    | 6    | 0,000 |

| Datum  |                       | Score |                       | Set 1   | Set 2   | Set 3   |
| ------ | --------------------- | ----- | --------------------- | ------- | ------- | ------- |
| 3 juni | Gabathuler / Gerson   | 2 – 0 | Müllner / Wutzl       | 21 – 9  | 21 – 19 |         |
| 3 juni | Erdmann / Matysik     | 2 – 0 | Böckermann / Urbatzka | 21 – 18 | 21 – 15 |         |
| 4 juni | Erdmann / Matysik     | 2 – 0 | Müllner / Wutzl       | 25 – 23 | 21 – 17 |         |
| 4 juni | Böckermann / Urbatzka | 0 – 2 | Gabathuler / Gerson   | 21 – 23 | 19 – 21 |         |
| 5 juni | Erdmann / Matysik     | 2 – 1 | Gabathuler / Gerson   | 19 – 21 | 21 – 16 | 15 – 10 |
| 5 juni | Böckermann / Urbatzka | 0 – 2 | Müllner / Wutzl       | –       | –       |         |

### Groep F
| # | Ploeg                  | Punten | Wedstrijden | Wedstrijden | Spelpunten | Spelpunten | Spelpunten | Sets | Sets | Sets  |
| # | Ploeg                  | Punten | W           | V           | W          | V          | Ratio      | W    | V    | Ratio |
| - | ---------------------- | ------ | ----------- | ----------- | ---------- | ---------- | ---------- | ---- | ---- | ----- |
| 1 | Stiekema / Varenhorst  | 6      | 3           | 0           | 139        | 116        | 1,198      | 6    | 1    | 6,000 |
| 2 | Semjonov / Krasilnikov | 5      | 2           | 1           | 115        | 96         | 1,198      | 4    | 2    | 2,000 |
| 3 | Chevallier / Strasser  | 4      | 1           | 2           | 104        | 111        | 0,937      | 2    | 4    | 0,500 |
| 4 | Kubala / Dumek         | 3      | 0           | 3           | 104        | 139        | 0,748      | 1    | 6    | 0,167 |

| Datum  |                        | Score |                       | Set 1   | Set 2   | Set 3   |
| ------ | ---------------------- | ----- | --------------------- | ------- | ------- | ------- |
| 3 juni | Semjonov / Krasilnikov | 2 – 0 | Kubala / Dumek        | 21 – 12 | 21 – 15 |         |
| 3 juni | Stiekema / Varenhorst  | 2 – 0 | Chevallier / Strasser | 21 – 17 | 21 – 18 |         |
| 4 juni | Semjonov / Krasilnikov | 2 – 0 | Chevallier / Strasser | 21 – 18 | 21 – 9  |         |
| 4 juni | Stiekema / Varenhorst  | 2 – 1 | Kubala / Dumek        | 21 – 17 | 19 – 21 | 15 – 12 |
| 5 juni | Semjonov / Krasilnikov | 0 – 2 | Stiekema / Varenhorst | 12 – 21 | 19 – 21 |         |
| 5 juni | Chevallier / Strasser  | 2 – 0 | Kubala / Dumek        | 21 – 10 | 21 – 17 |         |

### Groep G
| # | Ploeg                    | Punten | Wedstrijden | Wedstrijden | Spelpunten | Spelpunten | Spelpunten | Sets | Sets | Sets  |
| # | Ploeg                    | Punten | W           | V           | W          | V          | Ratio      | W    | V    | Ratio |
| - | ------------------------ | ------ | ----------- | ----------- | ---------- | ---------- | ---------- | ---- | ---- | ----- |
| 1 | Fijałek / Prudel         | 6      | 3           | 0           | 94         | 81         | 1,160      | 6    | 1    | 6,000 |
| 2 | Ingrosso / Ingrosso      | 5      | 2           | 1           | 143        | 135        | 1,059      | 5    | 3    | 1,667 |
| 3 | Rudol / Łosiak           | 4      | 1           | 2           | 116        | 117        | 0,991      | 2    | 4    | 0,500 |
| 4 | Kądzioła / Szałankiewicz | 3      | 0           | 3           | 73         | 135        | 0,541      | 1    | 6    | 0,167 |

| Datum  |                          | Score |                          | Set 1   | Set 2   | Set 3   |
| ------ | ------------------------ | ----- | ------------------------ | ------- | ------- | ------- |
| 3 juni | Fijałek / Prudel         | 2 – 1 | Ingrosso / Ingrosso      | 16 – 21 | 21 – 13 | 15 – 13 |
| 3 juni | Kądzioła / Szałankiewicz | 0 – 2 | Rudol / Łosiak           | 11 – 21 | 19 – 21 |         |
| 4 juni | Fijałek / Prudel         | 2 – 0 | Rudol / Łosiak           | 21 – 17 | 21 – 17 |         |
| 4 juni | Kądzioła / Szałankiewicz | 1 – 2 | Ingrosso / Ingrosso      | 21 – 15 | 14 – 21 | 8 – 15  |
| 5 juni | Fijałek / Prudel         | 2 – 0 | Kądzioła / Szałankiewicz | –       | –       |         |
| 5 juni | Rudol / Łosiak           | 0 – 2 | Ingrosso / Ingrosso      | 18 – 21 | 22 – 24 |         |

### Groep H
| # | Ploeg                  | Punten | Wedstrijden | Wedstrijden | Spelpunten | Spelpunten | Spelpunten | Sets | Sets | Sets  |
| # | Ploeg                  | Punten | W           | V           | W          | V          | Ratio      | W    | V    | Ratio |
| - | ---------------------- | ------ | ----------- | ----------- | ---------- | ---------- | ---------- | ---- | ---- | ----- |
| 1 | Tomatis / Ranghieri    | 6      | 3           | 0           | 148        | 129        | 1,147      | 6    | 1    | 6,000 |
| 2 | Doppler / Horst        | 5      | 2           | 1           | 154        | 139        | 1,208      | 5    | 3    | 1,667 |
| 3 | Winter / Petutschnig   | 4      | 1           | 2           | 101        | 123        | 0,821      | 2    | 4    | 0,500 |
| 4 | Spijkers / Van Dorsten | 3      | 0           | 3           | 125        | 137        | 0,912      | 1    | 6    | 0,167 |

| Datum  |                      | Score |                        | Set 1   | Set 2   | Set 3   |
| ------ | -------------------- | ----- | ---------------------- | ------- | ------- | ------- |
| 3 juni | Doppler / Horst      | 2 – 0 | Winter / Petutschnig   | 21 – 13 | 21 – 15 |         |
| 3 juni | Tomatis / Ranghieri  | 2 – 0 | Spijkers / van Dorsten | 21 – 18 | 22 – 20 |         |
| 4 juni | Doppler / Horst      | 2 – 1 | Spijkers / van Dorsten | 15 – 21 | 21 – 15 | 15 – 12 |
| 4 juni | Tomatis / Ranghieri  | 2 – 0 | Winter / Petutschnig   | 21 – 17 | 21 – 13 |         |
| 5 juni | Doppler / Horst      | 1 – 2 | Tomatis / Ranghieri    | 23 – 21 | 19 – 21 | 19 – 21 |
| 5 juni | Winter / Petutschnig | 2 – 0 | Spijkers / van Dorsten | 21 – 19 | 22 – 20 |         |

## Knockoutfase

### Tussenronde
| Datum  | Wedstrijd | Team 1                   | Score | Team 2                | Set 1   | Set 2   | Set 3   |
| ------ | --------- | ------------------------ | ----- | --------------------- | ------- | ------- | ------- |
| 6 juni | 1         | Semjonov / Krasilnikov   | 2 – 0 | Huber / Seidl         | 21 – 16 | 21 – 16 |         |
| 6 juni | 2         | Fuchs / Flüggen          | 2 – 0 | Chevallier / Strasser | 21 – 17 | 21 – 17 |         |
| 6 juni | 3         | Walkenhorst / Windscheif | 2 – 0 | Rudol / Łosiak        | 21 – 17 | 21 – 16 |         |
| 6 juni | 4         | Dittelback / Koreng      | 2 – 0 | Müllner / Wutzl       | 21 – 16 | 21 – 18 |         |
| 6 juni | 5         | Pļaviņš / Solovejs       | 1 – 2 | Cecchini / Martino    | 15 – 21 | 21 – 17 | 12 – 15 |
| 6 juni | 6         | Ingrosso / Ingrosso      | 1 – 2 | Winter / Petutschnig  | 15 – 21 | 21 – 19 | 10 – 15 |
| 6 juni | 7         | Gabathuler / Gerson      | 2 – 1 | Horrem / Eithun       | 18 – 21 | 21 – 15 | 15 – 12 |
| 6 juni | 8         | Doppler / Horst          | 2 – 0 | Marco / Garcia        | 21 – 16 | 21 – 17 |         |

### Eindronde
| Achtste finale | Achtste finale           | Achtste finale | Achtste finale | Achtste finale |  |    | Kwartfinale           | Kwartfinale              | Kwartfinale | Kwartfinale | Kwartfinale |  |  | Halve finale | Halve finale        | Halve finale | Halve finale | Halve finale |  |              | Finale           | Finale              | Finale       | Finale       | Finale |
|                |                          |                |                |                |  |    |                       |                          |             |             |             |  |  |              |                     |              |              |              |  |              |                  |                     |              |              |        |
| 1              | Samoilovs / Šmēdiņš      | 21             | 23             |                |  |    |                       |                          |             |             |             |  |  |              |                     |              |              |              |  |              |                  |                     |              |              |        |
| 7              | Semjonov / Krasilnikov   | 12             | 21             |                |  |    | 1                     | Samoilovs / Šmēdiņš      | 21          | 16          | 15          |  |  |              |                     |              |              |              |  |              |                  |                     |              |              |        |
| 14             | Fuchs / Flüggen          | 30             | 21             |                |  | 14 | Fuchs / Flüggen       | 15                       | 21          | 12          |             |  |  |              |                     |              |              |              |  |              |                  |                     |              |              |        |
| 10             | Tomatis / Ranghieri      | 28             | 18             |                |  |    |                       |                          |             |             |             |  |  | 1            | Samoilovs / Šmēdiņš | 15           | 21           | 15           |  |              |                  |                     |              |              |        |
| 5              | Erdmann / Matysik        | 19             | 15             |                |  |    |                       |                          |             |             |             |  |  | 4            | Herrera / Gavira    | 21           | 16           | 10           |  |              |                  |                     |              |              |        |
| 12             | Walkenhorst / Windscheif | 21             | 21             |                |  |    | 12                    | Walkenhorst / Windscheif | 14          | 15          |             |  |  |              |                     |              |              |              |  |              |                  |                     |              |              |        |
| WC             | Dittelbach / Koreng      | 18             | 10             |                |  | 4  | Herrera / Gavira      | 21                       | 21          |             |             |  |  |              |                     |              |              |              |  |              |                  |                     |              |              |        |
| 4              | Herrera / Gavira         | 21             | 21             |                |  |    |                       |                          |             |             |             |  |  |              |                     |              |              |              |  |              | 1                | Samoilovs / Šmēdiņš | 19           | 21           | 15     |
| 3              | Nicolai / Lupo           | 21             | 22             |                |  |    |                       |                          |             |             |             |  |  |              |                     |              |              |              |  |              | 3                | Nicolai / Lupo      | 21           | 14           | 17     |
| WC             | Cecchini / Martini       | 16             | 20             |                |  |    | 3                     | Nicolai / Lupo           | 21          | 21          |             |  |  |              |                     |              |              |              |  |              |                  |                     |              |              |        |
| 24             | Winter / Petutschnig     | 13             | 11             |                |  | 11 | Stiekema / Varenhorst | 9                        | 16          |             |             |  |  |              |                     |              |              |              |  |              |                  |                     |              |              |        |
| 11             | Stiekema / Varenhorst    | 21             | 21             |                |  |    |                       |                          |             |             |             |  |  | 3            | Nicolai / Lupo      | 21           | 21           |              |  |              |                  |                     |              |              |        |
| 6              | Fijałek / Prudel         | 21             | 21             |                |  |    |                       |                          |             |             |             |  |  | 8            | Doppler / Horst     | 13           | 19           |              |  |              |                  |                     |              |              |        |
| 27             | Gabathuler / Gerson      | 10             | 14             |                |  |    | 6                     | Fijałek / Prudel         | 18          | 18          |             |  |  |              |                     |              |              |              |  | Troostfinale | Troostfinale     | Troostfinale        | Troostfinale | Troostfinale |        |
| 8              | Doppler / Horst          | 21             | 17             | 15             |  | 8  | Doppler / Horst       | 21                       | 21          |             |             |  |  |              |                     |              |              |              |  | 4            | Herrera / Gavira | 21                  | 16           | 12           |        |
| 2              | Brouwer / Meeuwsen       | 17             | 21             | 13             |  |    |                       |                          |             |             |             |  |  |              |                     |              |              |              |  |              | 8                | Doppler / Horst     | 18           | 21           | 15     |